# Saint-Goussaud
 Saint-Goussaud  es una localidad y comuna de Francia, en la región de Lemosín, departamento de Creuse, en el distrito de Guéret y cantón de Bénévent-l'Abbaye.
Su población en el censo de 1999 era de 213 habitantes.
Forma parte del Camino de Santiago (Via Lemovicensis).
Está integrada en la Communauté de communes de Bénévent-Grand-Bourg.

## Demografía
| 299 | 353 | 285 | 271 | 238 | 213 |
| Para los censos de 1962 a 1999 la población legal corresponde a la población sin duplicidades (Fuente: INSEE [Consultar]) |     |     |     |     |     |